# Campeonato Mundial de Judô de 2010
O  Campeonato Mundial de Judô de 2010 ocorreu em Tóquio, Japão entre os dias 9 e 13 de Setembro de 2010.

## Agenda
| Data           | Horário | Detalhes               |
| -------------- | ------- | ---------------------- |
| 9 de Setembro  | 17:00   | Homens +100 kg         |
| 9 de Setembro  | 17:00   | Homens -100 kg         |
| 9 de Setembro  | 17:00   | Mulheres +78 kg        |
| 9 de Setembro  | 17:00   | Mulheres -78 kg        |
| 10 de Setembro | 17:00   | Homens -90 kg          |
| 10 de Setembro | 17:00   | Homens -81 kg          |
| 10 de Setembro | 17:00   | Mulheres -70 kg        |
| 11 de Setembro | 17:00   | Homens -73 kg          |
| 11 de Setembro | 17:00   | Mulheres -63 kg        |
| 11 de Setembro | 17:00   | Mulheres -57 kg        |
| 12 September   | 17:00   | Homens -66 kg          |
| 12 September   | 17:00   | Homens -60 kg          |
| 12 September   | 17:00   | Mulheres -52 kg        |
| 12 September   | 17:00   | Mulheres -48 kg        |
| 13 de Setembro | 17:00   | Open Homens e Mulheres |

## Medalhistas

### Masculino
| Event                | Ouro                   | Prata                   | Bronze                            |
| -------------------- | ---------------------- | ----------------------- | --------------------------------- |
| Ligeiro (60 kg).     | Rishod Sobirov (UZB)   | Georgii Zantaraia (UKR) | Arsen Galstyan (RUS)              |
| Ligeiro (60 kg).     | Rishod Sobirov (UZB)   | Georgii Zantaraia (UKR) | Hiroaki Hiraoka (JPN)             |
| Meio Leve (66 kg)    | Junpei Morishita (JPN) | Leandro Cunha (BRA)     | Khashbaataryn Tsagaanbaatar (MGL) |
| Meio Leve (66 kg)    | Junpei Morishita (JPN) | Leandro Cunha (BRA)     | Loic Korval (FRA)                 |
| Leve (73 kg)         | Hiroyuki Akimoto (JPN) | Dex Elmont (NED)        | Wang Ki-Chun (KOR)                |
| Leve (73 kg)         | Hiroyuki Akimoto (JPN) | Dex Elmont (NED)        | Yasuhiro Awano (JPN)              |
| Meio Médio (81 kg)   | Kim Jae-Bum (KOR)      | Leandro Guilheiro (BRA) | Masahiro Takamatsu (JPN)          |
| Meio Médio (81 kg)   | Kim Jae-Bum (KOR)      | Leandro Guilheiro (BRA) | Euan Burton (GBR)                 |
| Médio (90 kg)        | Ilias Iliadis (GRE)    | Daiki Nishiyama (JPN)   | Elkhan Mammadov (AZE)             |
| Médio (90 kg)        | Ilias Iliadis (GRE)    | Daiki Nishiyama (JPN)   | Kirill Denisov (RUS)              |
| Meio Pesado (100 kg) | Takamasa Anai (JPN)    | Henk Grol (NED)         | Oreidis Despaigne (CUB)           |
| Meio Pesado (100 kg) | Takamasa Anai (JPN)    | Henk Grol (NED)         | Thierry Fabre (FRA)               |
| Pesado (+100 kg)     | Teddy Riner (FRA)      | Andreas Tölzer (GER)    | Matthieu Bataille (FRA)           |
| Pesado (+100 kg)     | Teddy Riner (FRA)      | Andreas Tölzer (GER)    | Islam El Shehaby (EGY)            |
| Open                 | Daiki Kamikawa (JPN)   | Teddy Riner (FRA)       | Keiji Suzuki (JPN)                |
| Open                 | Daiki Kamikawa (JPN)   | Teddy Riner (FRA)       | Hiroki Tachiyama (JPN)            |

### Feminino
| Event               | Ouro                  | Prata                 | Bronze                      |
| ------------------- | --------------------- | --------------------- | --------------------------- |
| Ligeiro (48 kg)     | Haruna Asami (JPN)    | Tomoko Fukumi (JPN)   | Alina Dumitru (ROU)         |
| Ligeiro (48 kg)     | Haruna Asami (JPN)    | Tomoko Fukumi (JPN)   | Sarah Menezes (BRA)         |
| Meio Leve (52 kg)   | Yuka Nishida (JPN)    | Misato Nakamura (JPN) | Natalia Kuziutina (RUS)     |
| Meio Leve (52 kg)   | Yuka Nishida (JPN)    | Misato Nakamura (JPN) | Mönkhbaataryn Bundmaa (MGL) |
| Leve (57 kg)        | Kaori Matsumoto (JPN) | Telma Monteiro (POR)  | Sabrina Filzmoser (AUT)     |
| Leve (57 kg)        | Kaori Matsumoto (JPN) | Telma Monteiro (POR)  | Ioulietta Boukouvala (GRE)  |
| Meio Médio (63 kg)  | Yoshie Ueno (JPN)     | Miki Tanaka (JPN)     | Yaritza Abel (CUB)          |
| Meio Médio (63 kg)  | Yoshie Ueno (JPN)     | Miki Tanaka (JPN)     | Ramila Yusubova (AZE)       |
| Médio (70 kg)       | Lucie Décosse (FRA)   | Anett Meszaros (HUN)  | Yoriko Kunihara (JPN)       |
| Médio (70 kg)       | Lucie Décosse (FRA)   | Anett Meszaros (HUN)  | Rasa Sraka (SLO)            |
| Meio Pesado (78 kg) | Kayla Harrison (USA)  | Mayra Aguiar (BRA)    | Akari Ogata (JPN)           |
| Meio Pesado (78 kg) | Kayla Harrison (USA)  | Mayra Aguiar (BRA)    | Yang Xiuli (CHN)            |
| Pesado (+78 kg)     | Mika Sugimoto (JPN)   | Qin Qian (CHN)        | Idalys Ortiz (CUB)          |
| Pesado (+78 kg)     | Mika Sugimoto (JPN)   | Qin Qian (CHN)        | Maki Tsukada (JPN)          |
| Open                | Mika Sugimoto (JPN)   | Qin Qian (CHN)        | Tea Donguzashvili (RUS)     |
| Open                | Mika Sugimoto (JPN)   | Qin Qian (CHN)        | Megumi Tachimoto (JPN)      |

### Quadro de Medalhas
| Ordem | País           | Medalha de ouro | Medalha de prata | Medalha de bronze | Total |
| ----- | -------------- | --------------- | ---------------- | ----------------- | ----- |
| 1     | Japão          | 10              | 4                | 9                 | 23    |
| 2     | França         | 2               | 1                | 3                 | 6     |
| 3     | Grécia         | 1               | 0                | 1                 | 2     |
| 3     | Coreia do Sul  | 1               | 0                | 1                 | 2     |
| 5     | Estados Unidos | 1               | 0                | 0                 | 1     |
| 5     | Uzbequistão    | 1               | 0                | 0                 | 1     |
| 7     | Brasil         | 0               | 3                | 1                 | 4     |
| 8     | China          | 0               | 2                | 1                 | 3     |
| 9     | Países Baixos  | 0               | 2                | 0                 | 2     |
| 10    | Alemanha       | 0               | 1                | 0                 | 1     |
| 10    | Hungria        | 0               | 1                | 0                 | 1     |
| 10    | Portugal       | 0               | 1                | 0                 | 1     |
| 10    | Ucrânia        | 0               | 1                | 0                 | 1     |
| 14    | Rússia         | 0               | 0                | 4                 | 4     |
| 15    | Cuba           | 0               | 0                | 3                 | 3     |
| 16    | Azerbaijão     | 0               | 0                | 2                 | 2     |
| 16    | Mongólia       | 0               | 0                | 2                 | 2     |
| 18    | Áustria        | 0               | 0                | 1                 | 1     |
| 18    | Egito          | 0               | 0                | 1                 | 1     |
| 18    | Roménia        | 0               | 0                | 1                 | 1     |
| 18    | Eslovênia      | 0               | 0                | 1                 | 1     |
| 18    | Reino Unido    | 0               | 0                | 1                 | 1     |
| Total | Total          | 16              | 16               | 32                | 64    |

## Ligações Externas
- Official Site